# Erythroxylum emarginatum
Erythroxylum emarginatum là một loài thực vật có hoa trong họ Erythroxylaceae. Loài này được Thonn. mô tả khoa học đầu tiên năm 1827.

## Hình ảnh

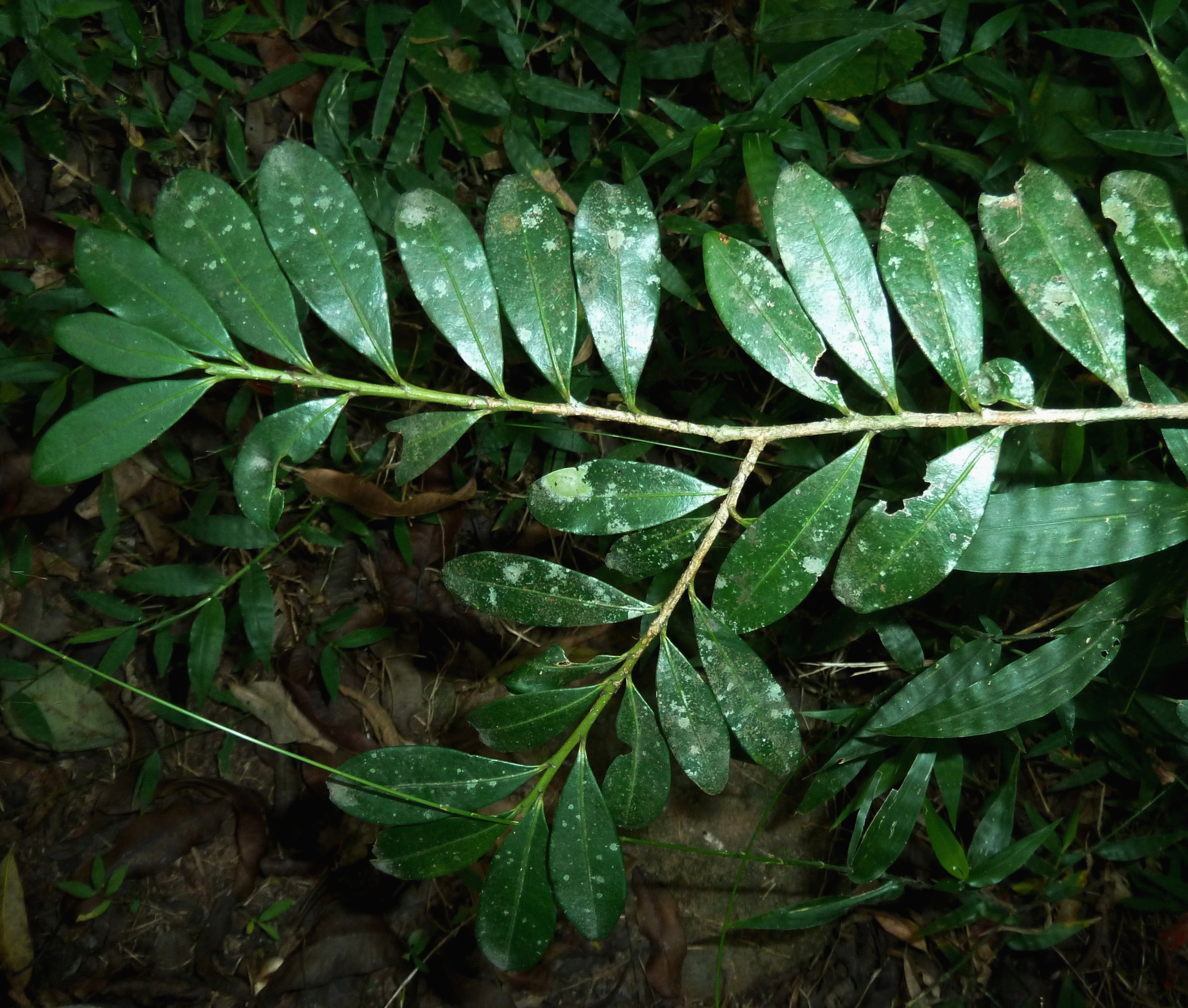